# Бочжоу
Бочжоу (кит. спр. 亳州市, піньїнь: Bózhōu Shì) — місто-округ в східнокитайській провінції Аньхой.

## Географія
Бочжоу розташовується на півночі провінції.

### Клімат
Місто знаходиться у зоні, котра характеризується вологим субтропічним кліматом. Найтепліший місяць — липень із середньою температурою 27.7 °C (81.9 °F). Найхолодніший місяць — січень, із середньою температурою 1.1 °С (34 °F).
| Клімат Бочжоу           | Клімат Бочжоу | Клімат Бочжоу | Клімат Бочжоу | Клімат Бочжоу | Клімат Бочжоу | Клімат Бочжоу | Клімат Бочжоу | Клімат Бочжоу | Клімат Бочжоу | Клімат Бочжоу | Клімат Бочжоу | Клімат Бочжоу | Клімат Бочжоу |
| Показник                | Січ.          | Лют.          | Бер.          | Квіт.         | Трав.         | Черв.         | Лип.          | Серп.         | Вер.          | Жовт.         | Лист.         | Груд.         | Рік           |
| Середня температура, °C | 1,1           | 3             | 8,6           | 15,3          | 21,1          | 25,9          | 27,7          | 27            | 21,9          | 16,3          | 9,4           | 3,1           | 15            |
| Норма опадів, мм        | 14.2          | 22.6          | 34.7          | 60.2          | 59.9          | 82.6          | 214.7         | 145.1         | 80.4          | 48.7          | 23.1          | 12.7          | 798.9         |
| Днів з опадами          | 4             | 5,8           | 7,2           | 9,1           | 8             | 8,4           | 13,2          | 10,9          | 9,8           | 7,8           | 6,7           | 5             | 95,9          |
| Вологість повітря, %    | 62.4          | 63.8          | 62.6          | 64.3          | 63.6          | 64.8          | 78.5          | 79.4          | 75.2          | 71.7          | 68.3          | 63.9          | 68.2          |
| ----------------------- | ------------- | ------------- | ------------- | ------------- | ------------- | ------------- | ------------- | ------------- | ------------- | ------------- | ------------- | ------------- | ------------- |
| Джерело: Weatherbase    |               |               |               |               |               |               |               |               |               |               |               |               |               |

## Адміністративний поділ
Міський округ поділяється на 1 район і 3 повіти:
| Карта                     | Карта  | Карта    | Карта            |
| ------------------------- | ------ | -------- | ---------------- |
| Цяочен Воян Лісінь Менчен |        |          |                  |
| Статус                    | Назва  | Оригінал | Населення (2020) |
| Район                     | Цяочен | 谯城区   | 1 537 231        |
| Повіт                     | Воян   | 涡阳县   | 1 170 719        |
| Повіт                     | Лісінь | 利辛县   | 1 187 254        |
| Повіт                     | Менчен | 蒙城县   | 1 101 640        |